# 덴에이
덴에이(天永, てんえい)는 일본의 연호(元号) 중 하나이다.
- 전후 : 덴닌(天仁) 이후 - 에이큐(永久) 이전.
- 시기 : 1110년 ~ 1112년
- 천황 : 도바 천황

## 개원(改元)
- 덴닌 3년 7월 13일(율리우스력 1110년 7월 13일), 혜성 출현을 이유로 개원.
- 덴에이 4년 7월 13일(율리우스력 1113년 8월 25일), 에이큐로 개원된다.

## 출전
『서경』의 「欲王以小民受天永命」.
- 다자이곤노소치(大宰権帥, 다자이후의 부사령관) 오오에 노 마사후사가 간진(勘申, 조정에서 의식 등 여러 일에 대해 선례・전고・길흉・일시 등을 조사해 진언하는 일)을 맡았다.

## 서력과의 대조표
| 덴에이 | 원년   | 2년    | 3년    | 4년    |
| ------ | ------ | ------ | ------ | ------ |
| 서력   | 1110년 | 1111년 | 1112년 | 1113년 |
| 간지   | 경인   | 신묘   | 임진   | 계사   |

## 같이 보기
- 일본의 연호 일람

| 이전 덴닌 | 일본의 연호 1110년 ~ 1113년 | 다음 에이큐 |